# Lodewijk I van Brieg
Lodewijk I van Brieg (circa 1321 - tussen 6 december en 23 december 1398) was van 1342 tot 1346 mede-hertog van Liegnitz en van 1358 tot 1398 hertog van Brieg. Hij behoorde tot de Silezische tak van het huis Piasten.

## Levensloop
Lodewijk I was de tweede zoon van hertog Bolesław III de Verkwister van Liegnitz en Brieg en Margaretha van Bohemen, dochter van koning Wenceslaus II van Bohemen.
In 1342 stond zijn vader het hertogdom Liegnitz af aan Lodewijk I en zijn oudere broer Wladislaus I, terwijl hijzelf het hertogdom Brieg behield. Beide hertogdommen werden reeds in 1329 in leen aan koning Jan de Blinde van Bohemen gegeven en van hem kregen de broers de toestemming om het hertogdom Liegnitz gezamenlijk te regeren. In 1344 stichtten beide broers in Liegnitz een munthuis en korte tijd later schonken ze de stad Nikolstadt stadsrechten en mijnbouwvrijheid naar het voorbeeld van de stad Goldberg.
In 1345 verdeelden de broers het hertogdom Liegnitz. Hierbij kreeg Lodewijk het kleine oostelijke deel en Wenceslaus het resterende deel 
met de steden Haynau, Goldberg en Lüben. In 1346 stond Lodewijk zijn deel van Liegnitz terug af aan Wenceslaus en in ruil hiervoor kreeg hij de stad Lüben en een jaarlijkse gelddotatie van zijn broer. Vanaf 1348 resideerde Lodewijk in de stad Lüben.
Na het overlijden van zijn vader Bolesław in 1352, werd het hertogdom Brieg door diens weduwe en Lodewijks stiefmoeder Catharina Šubić geregeerd. In 1356 kwamen Lodewijk en zijn broer Wenceslaus met hun stiefmoeder overeen dat Catharina voor de rest van haar leven de gebieden rond de steden Ohlau en Namslau mocht behouden, die na haar dood in 1358 in handen kwamen van Wenceslaus I. Deze verkocht daarop de helft van Ohlau en Brieg aan hertog Bolko II van Schweidnitz, op voorwaarde dat deze gebieden terug naar de hertog van Liegnitz-Brieg kwam als Bolko zonder mannelijke nakomelingen zou sterven. Hetzelfde jaar herverdeelden Lodewijk en zijn broer Wenceslaus hun gebieden: hierbij behield Wenceslaus het hertogdom Liegnitz met de stad Goldberg, terwijl Lodewijk het gebied rond de stad Lüben behield en de helft van het hertogdom Brieg en Ohlau kreeg. 
Na de dood van zijn broer Wenceslaus in 1364, werd Lodewijk regent voor diens minderjarige zonen Ruprecht I, Wenceslaus II, Bolesław IV en Hendrik VIII. Dit regentschap eindigde in 1368, toen de oudste zoon Ruprecht volwassen werd verklaard en het regentschap van zijn jongere broers volwaardig op zich nam. Toen hetzelfde jaar hertog Bolko II van Schweidnitz zonder mannelijke nakomelingen stierf, erfde Lodewijk I ook de andere helft van het hertogdom Brieg en Ohlau, waarmee hij het vroegere hertogdom Brieg herenigde. Dankzij zijn verstandig en spaarzaam bestuur kon hij ook de verpanding van de steden Kreuzburg, Pitschen en Konstadt terugbetalen.
Tijdens zijn regering bevorderde Lodewijk de kunst en de literatuur. Ook had hij grote verering voor zijn oudmoeder, de heilige Hedwig van Andechs die de stammoeder van de Neder-Silezische tak van het huis Piasten en de beschermheilige van het hertogdom Silezië was. Op zijn slot in Lüben liet hij in 1353 een heiligenlegende over haar maken. Dit boek stond vol kleurrijke illustraties die op de Boheemse boekmakerij geïnspireerd waren. Het was ook in zijn opdracht dat kroniekschrijver Peter van Pitschen in 1385 de Kroniek over de Poolse vorsten schreef: het eerste deel over de geschiedenis van het huis Piasten, het tweede deel over de geschiedenis van het bisdom Breslau. In zijn eerste residentiestad Lüben liet Lodewijk een slot en de bijbehorende slotkapel bouwen. Op het timpaan van deze slotkapel staan Lodewijk en zijn vrouw Agnes als kloosterfiguren afgebeeld. In Brieg stichtte hij ook de Hedwigskerk met het Hedwigsklooster, net als de stadsparochiekerk Sint-Nicolaas, die pas na zijn dood vervolledigd werd.
In 1398 overleed Lodewijk I op hoge leeftijd. Zijn zoon Hendrik VII volgde hem op als hertog van Brieg, nadat Lodewijk hem reeds in 1381 de stad Lüben overgedragen had. 

## Huwelijk en nakomelingen
Tussen 1341 en 1345 huwde Lodewijk met Agnes van Glogau (1321-1362), dochter van hertog Hendrik IV de Trouwe, hertog van Glogau en Sagan. Ze kregen volgende kinderen:
- Margaretha (1342/1343 - 1386), huwde in 1353 met hertog Albrecht van Beieren
- Hendrik VII (1343/1345 - 1399), hertog van Brieg
- Catharina (1344 - 1404/1405), vanaf 1372 abdis in de abdij van Trebnitz
- Hedwig (1346-1385), huwde in 1366 met hertog Jan II van Auschwitz
- Wenceslaus (1350-1358)
- een jonggestorven dochter (geboren in 1351)